# De Dion-Bouton Type BG
Der De Dion-Bouton Type BG ist ein Pkw-Modell aus der Anfangszeit des 20. Jahrhunderts. Hersteller war De Dion-Bouton aus Frankreich.

## Beschreibung
Die Zulassung durch die nationale Zulassungsbehörde erfolgte am 8. Juli 1907. Vorgänger war der Type AU.
Der De-Dion-Bouton-Einzylindermotor hat 100 mm Bohrung, 120 mm Hub, 942 cm³ Hubraum, war damals in Frankreich mit 8 Cheval fiscal (Steuer-PS) eingestuft und leistet etwa genauso viel PS. Er ist vorne im Fahrgestell montiert und treibt über ein Dreiganggetriebe und eine Kardanwelle die Hinterräder an. Der Wasserkühler ist direkt vor dem Motor hinter einem deutlich sichtbaren Kühlergrill. Die Hinterachse ist eine De-Dion-Achse.
Die Basis bildet ein Pressstahlrahmen. Der Radstand beträgt wahlweise 1990 mm oder 2650 mm, die Spurweite 1220 mm. Die Vorderräder haben zehn Speichen, die Hinterräder zwölf.
Bekannt sind Aufbauten als Phaeton, Tonneau, Doppelphaeton und Limousine.
Das Modell wurde 15 Monate lang produziert. Nachfolger wurde der Type BN, der am 18. September 1908 seine Zulassung erhielt.

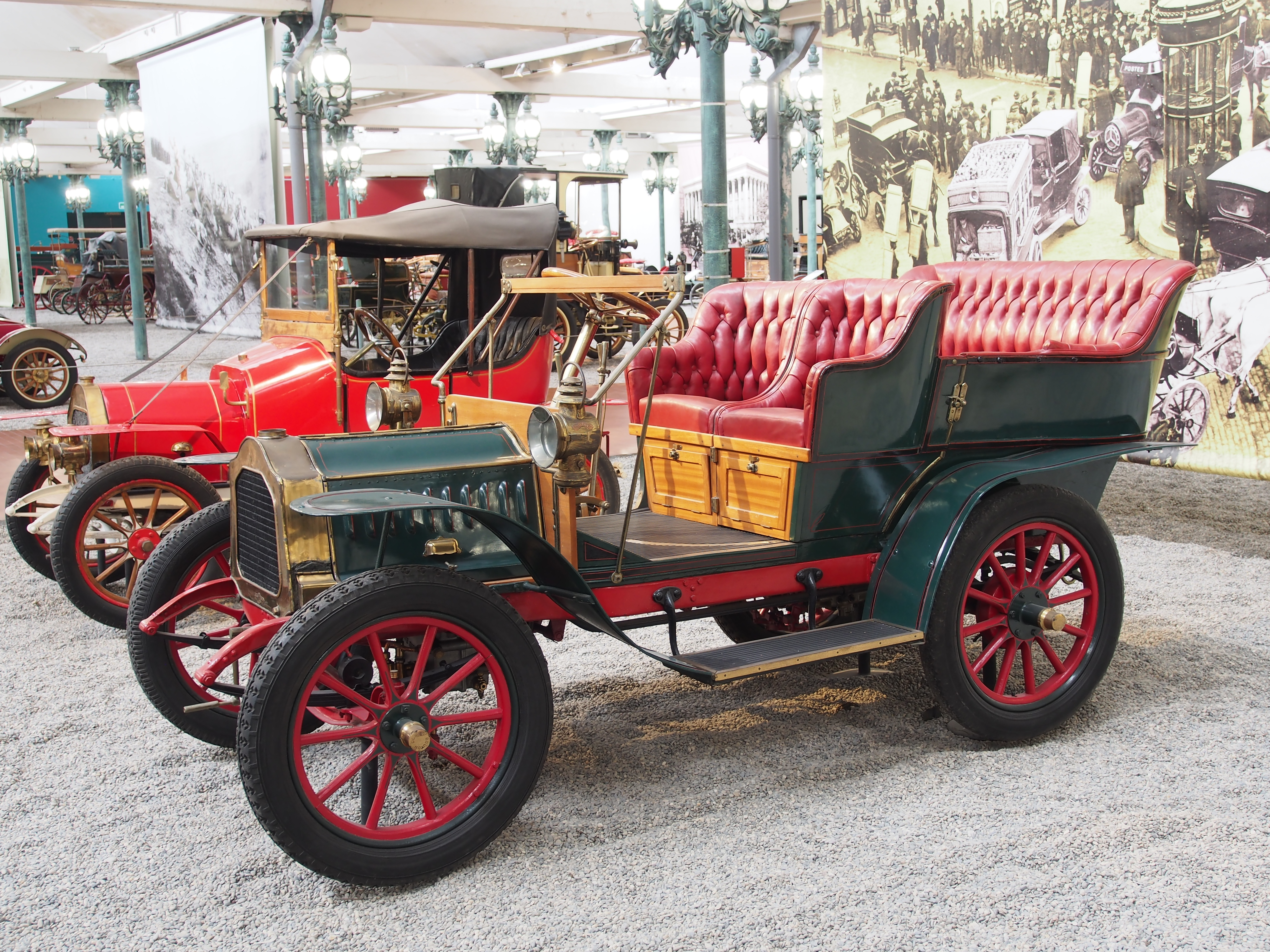
als Tonneau
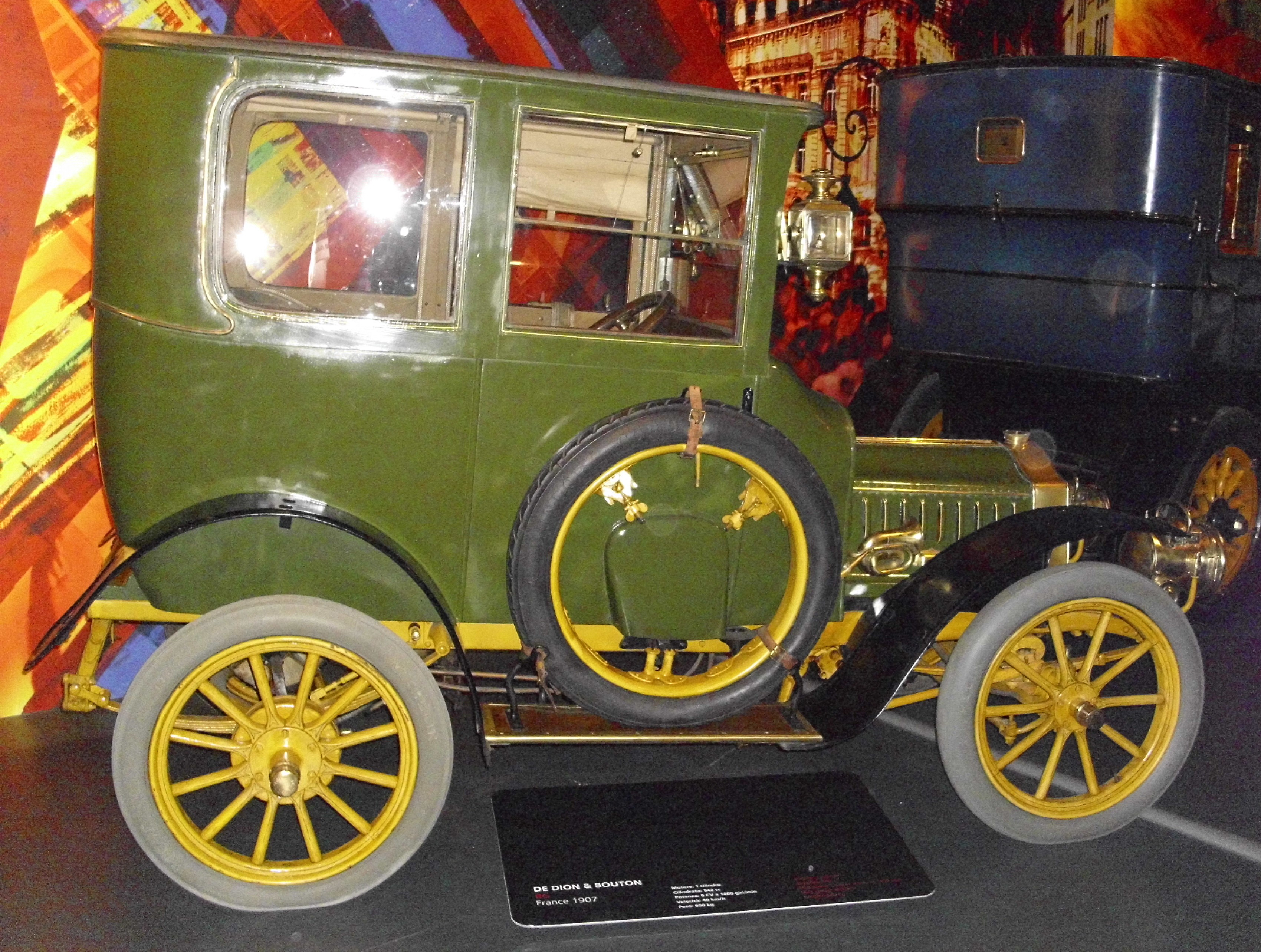
als Limousine mit einer für die damalige Zeit unüblichen Karosserie